# Ján Slovenčiak
Ján Slovenčiak (Tornaľa, 5 november 1981) is een Slowaaks voetbaldoelman die sinds januari 2010 voor Spartak Trnava speelt. Van 2008 tot januari 2010 kwam hij in totaal driemaal uit voor Excelsior Moeskroen.